# Agnesia lancifolia
Agnesia es un género monotípico de plantas de la familia de las poáceas. Su única especie: Agnesia lancifolia (Mez) Zuloaga et Judz., es originaria de la región del Amazonas.

## Etimología
El nombre del género está dedicado en honor a Mary Agnes Chase, botánica estadounidense. 

## Sinonimia
- Olyra lancifolia Mez[2]